# Sommet des Anges
Der 2459 Meter hohe Sommet des Anges ist ein Gipfel der französischen Westalpen. Er liegt 4 Kilometer südwestlich des Col de Montgenèvre im Département Hautes-Alpes (Region Provence-Alpes-Côte d’Azur) und gehört zum Massif du Queyras der Cottischen Alpen.

## Geographie
Der Sommet des Anges, auch als Cime du Gondran bezeichnet, liegt auf dem Kreuzungspunkt der drei Gemeinden Montgenèvre, Cervières und Val-des-Prés. Die französisch-italienische Staatsgrenze verläuft nur 3,2 Kilometer weiter östlich.
Der Gipfel kann mittels der Liftanlage Téléski de l'Alp (nur im Winter) und dem Sessellift Télésiège des Gondrans (Sommer wie Winter) erreicht werden. In unmittelbarer Nähe quert die Militärstraße Chemin de Janus, die aber für den Zivilverkehr gesperrt ist.
Der Nordnordwestgrat des Berges führt über den 2344 Meter hohen Sattel Col Janus und einen weiteren, 2371 Meter hohen Sattel zum Sommet de Château Jouan (bzw. Mont Janus – 2565 Meter). Auf seiner Ostseite verliert der Berg nur wenig an Höhe, die Osteinsattelung Col oriental du Gondran liegt auf 2315 Meter. Hier beginnt dann der Südwestgrat des 2650 Meter hohen Mont Chenaillet. Auf dem nach Westen verlaufenden Grat Crête du Gondran befinden sich der 2410 Meter hohe L’Ombilic und das Fort de l’Infernet (2377 Meter); der Grat taucht sodann recht steil nach Briançon ab. Auf dem Beginn des Südsporns befindet sich in Gipfelnähe das ehemalige Fort du Gondran. Der Südsporn leitet steil hinunter zur Cerveyrette.

## Hydrographie
An den nordöstlichen Hängen des Sommet des Anges entspringen die Quellbäche der Durance. Auf der Südseite liegt die Quellregion des Torrent du Villard, einem rechten Seitenbach der Cerveyrette, die ihrerseits wiederum als linker Nebenfluss in die Durance mündet.

## Geologie

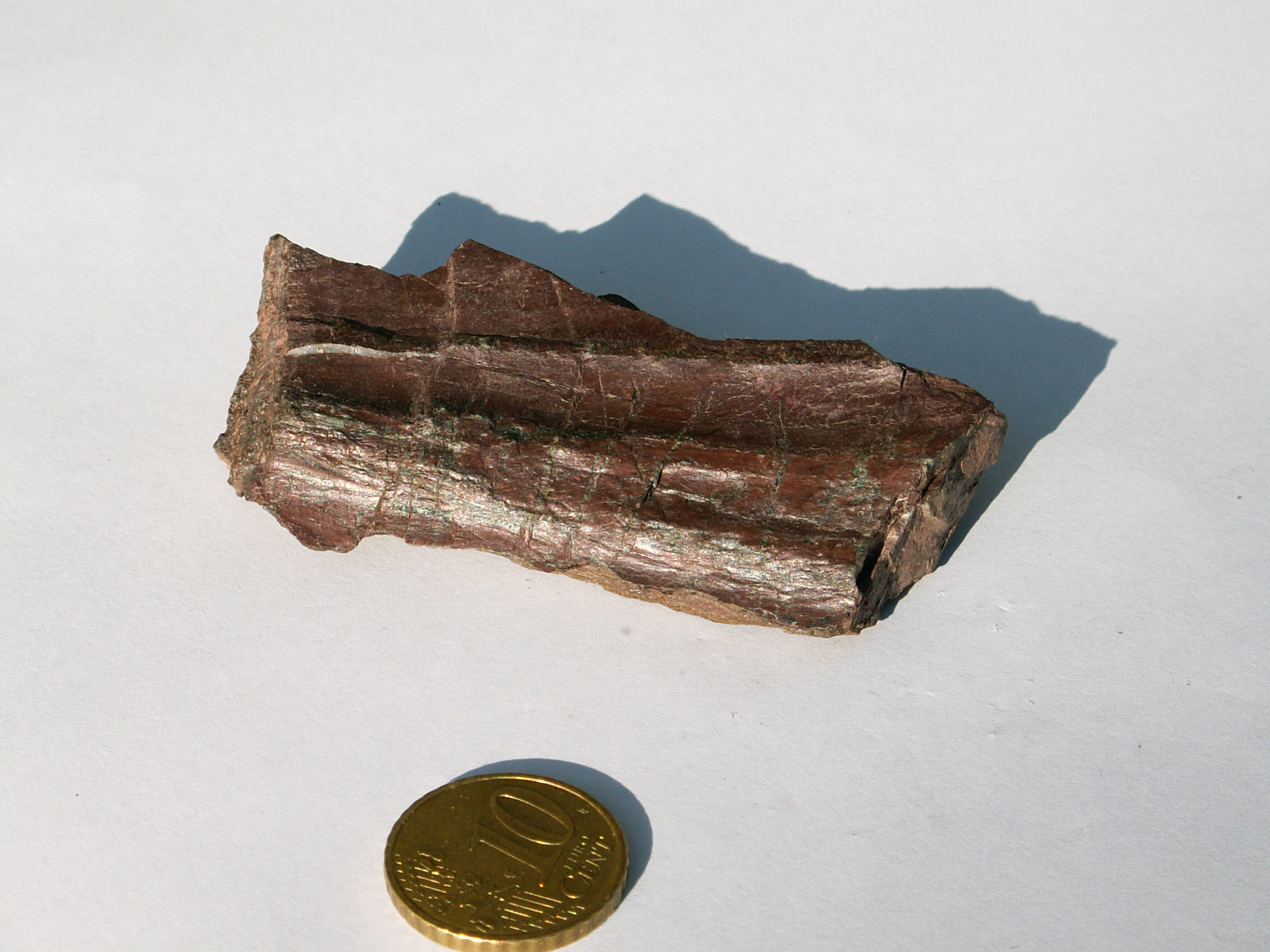
Radiolarit vom Rocher de la Perdrix

Der Sommet des Anges wird von Sedimenten der südpenninischen Lago-Nero-Einheit unterlagert. Die Lago-Nero-Einheit ist eine interne, dem Ligurien-Piemont-Ozean entstammende Ophiolithdecke, die im Verlauf der Alpenorogenese nach Westen über die externe Rochebrune-Einheit geschoben wurde (beide tektonische Einheiten gehören zur Piemontzone des Penninikums). Auf ihr schwimmt die Decke des Chenaillet-Ophioliths. Unmittelbar am Gipfel stehen flach nach Osten einfallende Schwarzschiefer aus der Mittelkreide an. In Richtung Osteinsattelung (Replatte du Gondran) folgen dann braune kieselige und schwarze schiefrige Kalke der Formation de la Replatte aus der Unterkreide. Am Rocher de la Perdrix (2375 Meter) werden weiße, pelagische Malmkalke und Radiolarite angetroffen. Es folgt dann erneut die Formation de la Replatte, die schließlich am Fuß des vom Mont Chenaillet herunterziehenden Südwestgrats von Serpentiniten des Chenaillet-Ophioliths entlang der Gondran-Störung überfahren wird. Insgesamt haben wir es mit einer westvergenten, spitzen Antiklinalstruktur zu tun, deren Achsenkern von den oberjurassischen Radiolariten gebildet wird. Die Sedimente besitzen intern überdies Kleinfältelung mit ebenfalls westvergenten Faltenachsen.
Die Deckenstirn der Lago-Nero-Einheit endet kurz vor Erreichen des L’Ombilic. Weiter gen Nordwesten wird die Decke von der Nordost-streichenden Janus-Störung abgeschnitten – einer rechtshändigen Seitenverschiebung.

## Befestigung

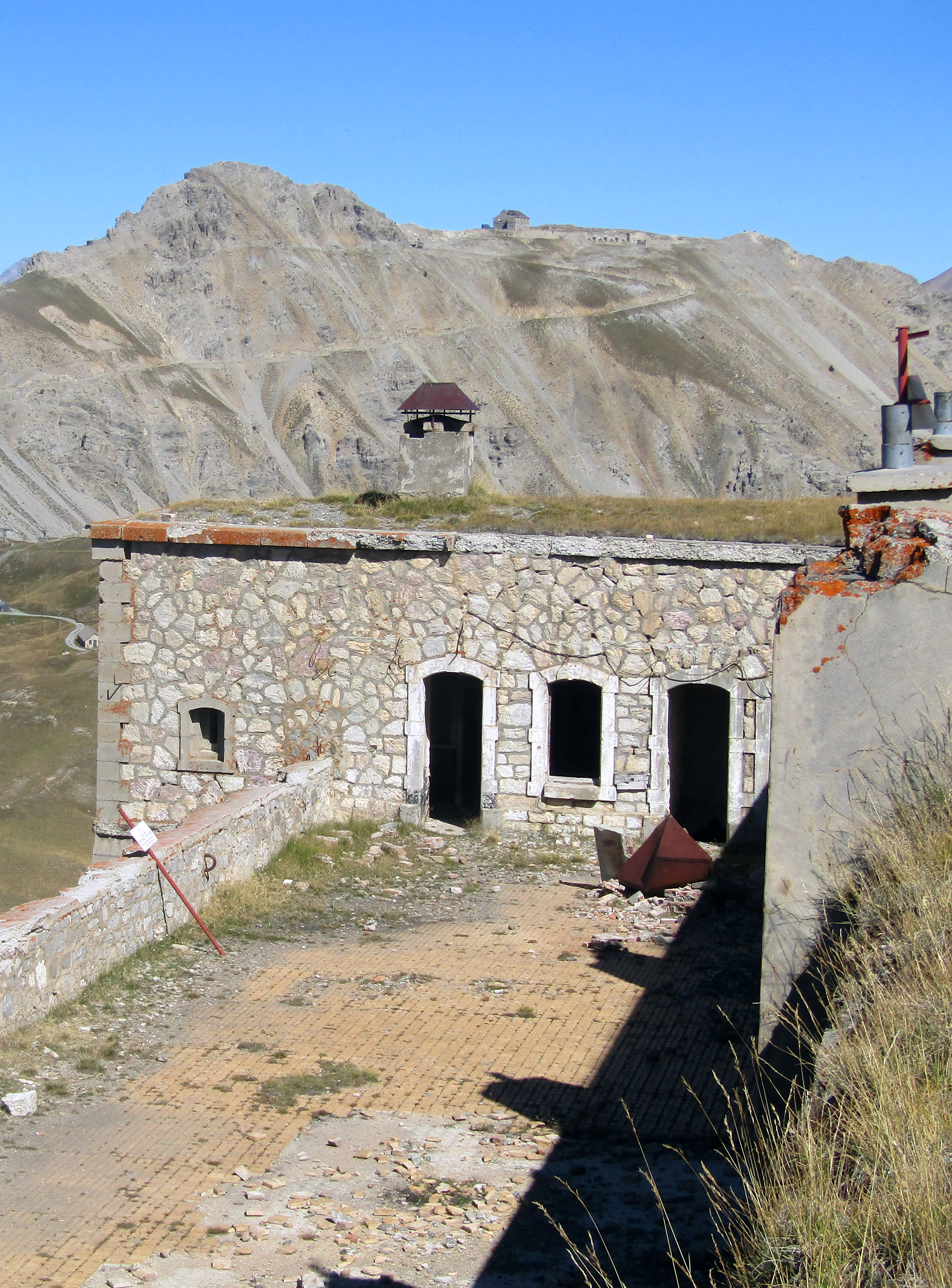
Das Fort du Gondran mit dem Sommet de Château Jouan (2565 Meter) im Hintergrund

Kurz unterhalb des Gipfels befindet sich das einstige Fort du Gondran. Neben dem Fort existieren eine Reihe befestigter Stellungen, die ab Beginn des 19. Jahrhunderts zur Verteidigung der Höhenlagen um Briançon errichtet wurden.
Bereits unter Ludwig XIV. war die Ostgrenze Frankreichs – beginnend mit den Bollwerken Vaubans bis hin zur Maginot-Linie – immer stärker befestigt worden. In diesem Zusammenhang entstanden im Gipfelbereich des Sommet des Anges mehrere Kasernengebäude und ein massives Fort. Diese Anlagen wurden bei Herannahen des Zweiten Weltkrieges mit fünf neuen unterirdischen Bunkern (Französisch ouvrages) versehen. Im Jahr 1944 kam es hier zu Gefechten zwischen deutsch-italienischen und französisch-marokkanischen Verbänden.

## Sportliche Aktivitäten
Im Winter ermöglichen gute Skipisten die Abfahrt vom Sommet des Anges nach Norden zur Talstation und weiter bis nach Montgenèvre. Diese verwandeln sich im Sommerhalbjahr zu Wanderwegen und Pisten für Mountainbikefahrer.